# Taiya Inlet
De Taiya Inlet is een inham in de Alaska Panhandle in het zuidoosten van Alaska in de Verenigde Staten. De inham ligt in het noorden van het Lynn Canal en is een estuarium in een diepe vallei. Het is onderdeel van de Inside Passage die Skagway in het noorden verbindt met de rest van het Lynn Canal (via de Chilkoot Inlet) in het zuiden. In het uiterste noorden mondt de Taiya River bij de spookstad Dyea in de inham uit.
Het waterlichaam ligt in de mariene ecoregio Noord-Amerikaans Pacifisch Fjordland.

## Geschiedenis
Taiya Inlet kreeg zijn naam in 1868. Taiya is afgeleid van de Tlingit-term tayee, wat onder of eronder betekent. Het werd ook Dayday Inlet en Dejah Inlet genoemd, maar de laatste twee namen raakten in onbruik. Taiya Inlet was een belangrijke waterweg tijdens de Goldrush van Klondike die doorgang bood naar de diepwaterhaven van Skagway en met kleinere boten (vanwege sediment van de Taiya River) naar de nu spookstad Dyea. Deze twee bloeiende steden waren toegangspoorten tot de White Pass en de Chilkoot Trail.

## Gebruik
De inham wordt gebruikt voor maritiem transport (zoals de Alaska Marine Highway) en voor recreatie zoals vissen.